# سيدريك فين
ميوهيوكيو سيدريك فين الشهير باسم سيدريك فين (19 مايو 1987) لاعب كرة قدم عاجي يجيد اللعب في مركز المهاجم.

## الإنجازات

### الأهلي
- كأس الاتحاد البحريني (1): 2016